# 459.
◄ | 4. stoljeće | 5. stoljeće | 6. stoljeće | ►
◄ | 420-ih | 430-ih | 440-ih | 450-ih | 460-ih | 470-ih | 480-ih | ►
◄◄ | ◄ | 456. | 457. | 458. | 459. | 460. | 461. | 462. | ► | ►►
Astronomija • Književnost • Kršćanstvo • Pravo • Promet

## Smrti
- 2. rujna – Šimun Stilit, sirijski svetac (~ * 360.)

## Vanjske poveznice
|  | Zajednički poslužitelj ima još gradiva o temi 459. |